# Мері Робінсон (поетеса)
Мері Робінсон (англ. Mary Robinson, уроджена Дарбі, англ. Darby; 27 листопада 1757(?) — 26 грудня 1800) — англійська актриса, поетеса, драматург, романістка і знаменитість свого часу. Під час життя вона була відома як «англійська Сафо». Мері Робінсон отримала прізвисько «Пердіта» за виконання ролі Пердіти у Зимовій казці Шекспіра у 1779 році. Вона була першою публічною метресою короля Георга IV, коли він був ще принцом Уельським.
Портрети Мері Робінсон, виконані Джорджем Ромні та Томасом Гейнсборо, зберігаються у Зібранні Воллеса в Лондоні.